# Marksistskaja
Marksistskaja (in russo Марксистская?) è una stazione della Metropolitana di Mosca, situata sulla Linea Kalininskaja-Solncevskaja. Fu inaugurata insieme alla tratta iniziale della linea il 30 dicembre 1979. La stazione prende il nome da via Marksistskaja (via marxista) e il suo tema architetturale è la purezza degli ideali marxisti.
Gli architetti Nina Alyošina, V.Volovich e N.Samoylova utilizzarono un design standard a tre ambienti (ingegneri Ye. Barsky, I.Zhukov e Yu. Muromtsev) e applicarono un colore dominante sulle tinte del rosso, che comprende il marmo rosso Burovšina alle colonne e un marmo rosa Gazgan alle mura.
La stazione serve da punto d'interscambio tra le stazioni Taganskaja sulla Linea Kol'cevaja e Taganskaja sulla Linea Tagansko-Krasnopresnenskaja, formando un trafficato triplo punto di trasbordo.
La stazione si trova al lato orientale di Piazza Taganka, e il suo ingresso sotterraneo è situato nel punto in cui le vie Taganskaja e Marksistskaja confluiscono nella piazza.